# Paraplégie spastique familiale
 Mise en garde médicale
Une paraplégie spastique familiale (PSF) ou héréditaire, dite aussi maladie de Strümpell-Lorrain, est un ensemble hétérogène de maladies rares, de transmission génétique, qui affecte les voies motrices du système nerveux central et qui se manifeste par une spasticité.
Elle se caractérise par une faiblesse musculaire très progressive atteignant les membres inférieurs s’accompagnant d’une hypertonie musculaire entraînant une raideur du membre inférieur.
De gravité très variable, d'évolution différente d'un individu à l'autre, elle peut conduire à l'emploi de cannes, et, dans certains cas, d'un fauteuil roulant. Cette maladie n'est pas aujourd'hui curable. Le traitement est symptomatique. Normalement, elle n'affecte pas l'espérance de vie.
Elle est nommée d'après le neurologue allemand Adolf Strümpell, qui l'a décrite en 1880, et Maurice Lorrain (1867-1956) qui lui a consacré sa thèse en 1898,.

## Histoire

### Ère clinique
Les médecins de l'Antiquité commencent à étudier la moelle spinale avec l'École d'Alexandrie (IIIe siècle av. J.-C.), mais c'est surtout Galien (121-209) qui par expérimentation animale (incisions et sections de la moelle spinale) détermine des paraplégies traumatiques, selon le type et le niveau d'incision.

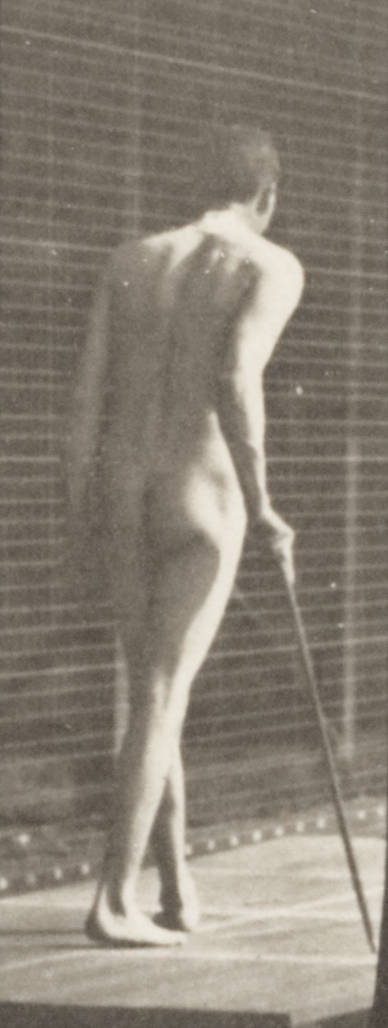
Homme nu, atteint de paraplégie partielle, marchant avec une canne (1887) par Eadweard Muybridge (1830-1904).

Cette situation ne change guère jusqu'au XIXe siècle. John Abercrombrie (1780-1844) est le premier à publier un travail sur les maladies de la moelle spinale en 1828, dont la traduction française en 1832 est rapidement dépassée par Ollivier d'Angers avec la troisième édition enrichie de son Traité des maladies de la moelle épinière (1837). Dans ce traité, Ollivier décrit un trouble de la marche caractéristique de myélite chronique évoquant une paraplégie spastique,.
En 1875, Jean-Martin Charcot (1825-1893) reprend cette description d'Ollivier pour la nommer tabès dorsal spasmodique, distincte des autres formes de myélite chronique, mais difficile à distinguer à cette époque de la paraplégie syphilitique. Jusqu'en 1885, aucun cas de paraplégie spastique n'a été attribué à l'hérédité.
En 1880, Adolf von Strümpell (1853-1925) publie la première observation de paraplégie spastique familiale chez deux frères. À l'autopsie de l'un des deux en 1886, la moelle spinale parait normale à l'œil nu, mais en coupes histologiques, au niveau de la région dorso-lombaire, il distingue « une sclérose combinée des faisceaux pyramidaux, spinocérébelleux, et de Goll » avec absence d'anomalies cérébrales. D'autres auteurs signalent des cas analogues, mais l'origine héréditaire, proposée par Strümpell, ne convainc guère : l'affection n'est pas reconnue comme spécifique, elle est considérée comme une forme d'ataxie de Friedreich, ou comme une forme de maladie de Little. Elle est vue comme le résultat soit d'une complication infectieuse, soit d'un « enfant conçu dans un état d'ivresse ».
En 1898, Maurice Lorrain (it) (1867-1956) présente sa thèse intitulée Contribution à l'étude de la paraplégie spasmodique familiale où il fait le point sur le sujet en apportant six observations personnelles. Il distingue clairement les caractéristiques cliniques de l'affection qui permettent de l'individualiser, tout en indiquant le caractère héréditaire en comparant 29 observations. Cependant, il préfère utiliser le terme de familiale car, dit-il, « les lois de l'hérédité sont encore trop mystérieuses ».
Durant la première moitié du XXe siècle, les publications portant sur des cas familiaux se succèdent, portant sur trois générations ou plus. Par exemple, une étude publiée en 1950 porte sur une famille de 76 personnes sur quatre générations, dont 27 atteintes de PSF. Cependant ces études descriptives n'améliorent pas vraiment la compréhension de la maladie.

### Ère génétique
Les premières études de génétique moléculaire de la PSF  apparaissent dans les années 1970. En 1981, la pionnière en neurogénétique Anita Harding (1952-1995) publie la plus grande étude sur la PSF portant sur 22 familles. En 1983, elle propose une classification et une distinction des différentes formes cliniques de la maladie, classification toujours utilisée dans les années 2020.
En 1986, le premier locus chromosomique de la maladie est identifié sur le chromosome X, et les deux premiers gènes L1CAM (SPG1) et PLP1 (SPG2) en1994, puis les gènes SPG4 et SPG7 en 1998-1999.
Au XXIe siècle, la recherche porte sur la compréhension de la maladie et de ses différentes formes au niveau moléculaire, surtout le rapport encore mal compris entre les mécanismes moléculaires et leurs aspects cliniques. Ces études laissent espérer une thérapie génique,.

## Physiopathologie

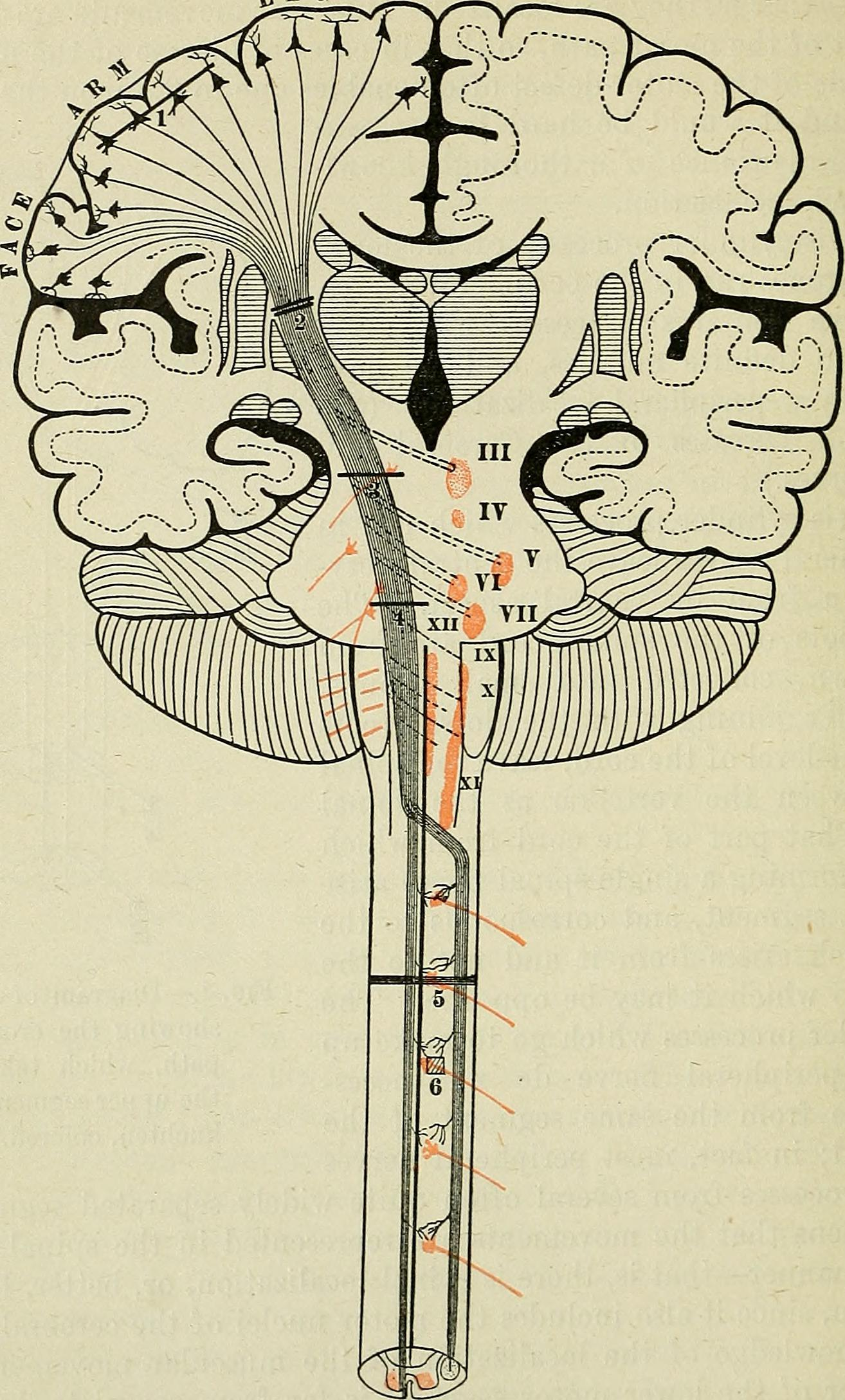
Voie motrice de l'hémisphère droit se prolongeant dans la moelle spinale, une lésion au niveau 5 entraîne une paraplégie spinale pure. Illustration de The principles and practice of medicine (1904) de William Osler.

La paraplégie spastique familiale est une atteinte d'origine génétique des faisceaux cortico-spinaux dits aussi  faisceau pyramidal. Ce faisceau relie le cortex cérébral à la moelle spinale, il est constitué de motoneurones dont le corps est localisé dans le cortex moteur et dont les axones se prolongent dans la moelle spinale. Ce faisceau est  impliqué dans le contrôle de la motricité volontaire.
Les lésions se présentent, entre autres, comme une démyélinisation des axones des motoneurones, avec modification de la distribution des organites et du transport membranaire. L'axone ne remplit plus ses fonctions : la mutation d'un seul gène, affectant un seul processus, retentit sur l'ensemble des fonctions interconnectées du motoneurone.
Ces lésions s'observent surtout à l'extrémité inférieure de la moelle spinale (motricité des membres inférieurs), avec faiblesses et contractures musculaires à l'origine de troubles de la marche. Lors d'un mouvement musculaire, le muscle antagoniste au lieu de se relâcher se contracte lui aussi, ce qui rend le mouvement plus difficile.
Les différents niveaux d'atteintes possibles (niveaux médullaires plus haut situés jusqu'au niveau cérébral) expliquent la variété des formes cliniques (formes simples ou complexes, handicap restant minime ou s'aggravant en forme sévère).
Il existe des modèles animaux de plusieurs types de paraplégie spastiques familiales.

## Épidémiologie
La prévalence est comprise entre 1 et 10 personnes sur 100 000.
En France, les données disponibles indiquent une prévalence de 30 personnes par million, soit environ deux mille personnes atteintes, alors qu'en Norvège la prévalence est de 300 personnes par million. Ces différences pourraient s'expliquer en partie par le mode et les critères de diagnostic utilisés dans différents pays (maladie rare et méconnue, probablement sous-estimée).
Les populations à fort taux de consanguinité sont associées à une plus grande prévalence de formes sévères à transmission autosomique récessive. C'est notamment le cas dans des ethnies du Moyen-Orient et les Amish d'Amérique du Nord.

## Clinique
La maladie apparait dans l'enfance (formes juvéniles, 20 %) ou à  l'âge adulte (formes tardives, 80 %). Elle débute par une raideur et une faiblesse musculaire des extrémités des membres inférieurs. Ce début est insidieux et lentement progressif, à l'insu du patient : c'est l'entourage qui remarque l'apparition d'un trouble de la marche. Chez l'enfant la démarche devient sautillante sur la pointe des pieds. Chez l'adulte, démarche « en ciseaux » avec difficulté à relever la pointe du pied (pied trainant au sol), cette démarche hésitante et vacillante donne l'impression d'un état d'ébriété.
Progressivement, un syndrome pyramidal se constitue. L'atteinte est bilatérale et symétrique, avec contractures, crampes et douleurs musculaires, fatigabilité, et troubles urinaires, souvent avec des troubles de la sensibilité profonde (troubles proprioceptifs : diminution de la sensibilité vibratoire aux extrémités).
Les tensions musculaires peuvent entraîner à la longue des déformations du squelette (colonne vertébrale en hyperlordose, pied creux…),.

## Formes cliniques
Les paraplégies spastiques familiales (PSF) sont classées en deux grandes formes cliniques:
1. pure, simple, ou non compliquée : c'est l'atteinte pyramidale décrite précédemment. Outre l’atteinte des membres inférieurs il n’existe que des anomalies comme des troubles neurologiques urinaires, des troubles sensitifs des membres inférieurs. La maladie s’aggrave progressivement avec des phases de stabilisation (pas de période de rémission ni de période d’aggravation brusque). Les membres supérieurs ne sont pas atteints et il n’existe pas de troubles de la parole ou de la déglutition. L’espérance de vie n’est pas diminuée.
2. impure ou compliquée : les lésions se situent plus haut (moelle spinale, structures cérébrales). À l'atteinte pyramidale précédente, se surajoutent d'autres signes neurologiques (atteintes du membre supérieur, signes extra-pyramidaux, épilepsie, troubles cognitifs…) ou des troubles non neurologiques (surdité, atrophie optique, ichtyose…)[14].

## Formes génétiques
Les paraplégies spastiques familiales (PSF) sont des maladies monogéniques (liées à la mutation d'un seul gène). Il existe différents types selon le mode de transmission et le gène en cause. Si la plupart des cas sont à transmission familiale, il existe aussi des cas sporadiques par généalogie refusée, par pénétrance incomplète, ou par mutation apparue de novo dans une famille,,.
Les localisations chromosomiques (loci)  des gènes impliqués sont systématiquement nommés SPG pour SPastic parapleGia suivi d’un numéro suivant l’ordre de leur découverte. À la date de 2022, 80 SPG ont été identifiés.

### Autosomiques dominantes
Les PSF les plus fréquentes (près de la moitié des cas) sont à transmission autosomique dominante, 
La principale est représentée par la paraplégie spastique familiale type 4, de forme pure, portant sur des mutations du gène SPAST (SPG4), d'expressivité variable et de pénétrance incomplète (6 % des porteurs du gène n'ont pas de symptômes). L'âge d'apparition varie de 1 à 80 ans.
D'autres types de paraplégies spastiques familiales dominantes, mais de forme compliquée, sont : gène ATL1 (SPG3), KIFSA (SPG10) et REEP1 (SPG31). L'apparition de la SPG3 survient le plus souvent avant l'âge de 10 ans.

### Autosomiques récessives
Les PSF à transmission autosomique récessive sont des formes compliquées. Le gène muté le plus fréquent (20 % des cas) est KIAA1840 (SPG11) avec déficience intellectuelle, atrophie du corps calleux, neuropathie périphérique.
Les autres cas sont rares :
| Nom de la maladie  | OMIM   | Chromosome | Gène     | Protéine    |
| SPG7               |        | 16 q24.3   | SPG7     | Paraplégine |
| SPG11              |        |            | KIAA1840 | spatacsine  |
| SPG14              |        | 3 q27-q28  | Inconnu  | Inconnue    |
| SPG15              |        | 14 q22-q24 | SPG15    | spastizine  |
| Syndrome de Troyer | 275900 | 13 q12.3   | SPG20    | Spartine    |
| ARSACS             | 270550 | 13 q12     | SACS     | Sacsine     |
| SPG21              |        | 15 q21-q22 | SPG21    | Maspardine  |

- SPG7 : atrophie du cervelet, atrophie optique.
- SPG20 : retard de développement et petite taille (syndrome de Troyer).
- SPG21 : dysarthrie, amyotrophie distale, vieillissement prématuré et déclin cognitif (syndrome de Mast)[14].

### Transmission liée à l’X
Les PSF à transmission récessive liée à l'X sont rares (1 à 2 % des cas). Les gènes concernés sont L1CAM (SPG1) et PLP1 (SPG2). Ce sont des formes compliquées avec déficience intellectuelle. La maladie, qui ne touche que les hommes, est transmise par les femmes.
| Nom de la maladie                     | OMIM   | Chromosome | Gène  | Protéine                                   |
| Paraplégie spastique familiale type 1 | 303350 | X q28      | L1CAM | Molécule d’adhésion des cellules nerveuses |
| Paraplégie spastique familiale type 2 | 312920 | X q22      | PLP1  |                                            |

### Autres transmissions
Des PSF peuvent être liées à des mutations portant sur des gènes mitochondriaux, comme MT-ATP6, MT-CO3, MT-ND4, et MT-TI.
Le développement des techniques de séquençage à haut débit permet de découvrir et préciser de nouveaux types rares, comme des paraplégies spastiques liées à des gènes « non-SPG » à transmission dominante ou récessive.
Les bases génétiques des PSF deviennent plus compliquées, montrant qu'il existe un continuum avec d'autres affections neurodégénératives héréditaires. Cependant, si la caractérisation moléculaire ne modifie guère la prise en charge thérapeutique, elle permet de donner aux familles un conseil génétique adapté à leur cas précis.

## Diagnostic
La rareté de la maladie peut entraîner une errance diagnostique.

### Diagnostic positif
Le diagnostic d'orientation se base sur l'examen clinique et les antécédents familiaux, confrontés à des examens de neuroimagerie, surtout l'IRM cérébrale et de la moelle spinale. L'IRM peut être normale, évoquant une forme pure non compliquée, ou anormale (d'emblée ou au cours de l'évolution) indiquant une forme compliquée.
L'imagerie peut être complétée par des examens de neurophysiologie, comme l'électromyographie. L'ensemble de ces données cliniques et de laboratoire oriente vers des sous-types de paraplégie spastiques et leurs gènes en cause.
La confirmation d'un diagnostic précis se fait par tests génétiques  permettant la caractérisation moléculaire d'un gène muté. Cependant tous les gènes en cause ne sont pas encore connus, et une même mutation (génotype) ne donne pas forcément les mêmes manifestations cliniques (phénotype).

### Diagnostic différentiel
Le diagnostic positif s'accompagne d'un processus d'exclusion, en premier lieu des maladies qui donnent des manifestations analogues (tableau de paraplégie ou de paraparésie) mais à causes curables : 
- causes mécaniques : il faut éliminer une compression médullaire (tumeur spinale, vertébrale, fistule artério-veineuse…) ;
- causes infectieuses ou inflammatoires : mal de Pott, neurosyphilis ;
- causes toxiques ou nutritionnelles : béribéri, anémie pernicieuse, pellagre, Carence en cuivre (en)…

Dans un second temps, il faut exclure d'autres maladies neurodégénératives apparentées qui se manifestent aussi par une spasticité des membres inférieurs, comme la Sclérose en plaques et la sclérose latérale amyotrophique,.
La PSF se distingue par une spasticité dynamique, dépendante de la posture et du mouvement (alors qu'elle est permanente dans la sclérose en plaques), et par une évolution irrégulière, par phases d'aggravation et de stabilité, et très lente (alors qu'elle est d'un seul tenant et plus rapide dans la sclérose latérale amyotrophique).
Les principales maladies génétiques voisines à éliminer sont l'ataxie de Friedreich et l'ataxie spinocérébelleuse.

## Traitement et prise en charge

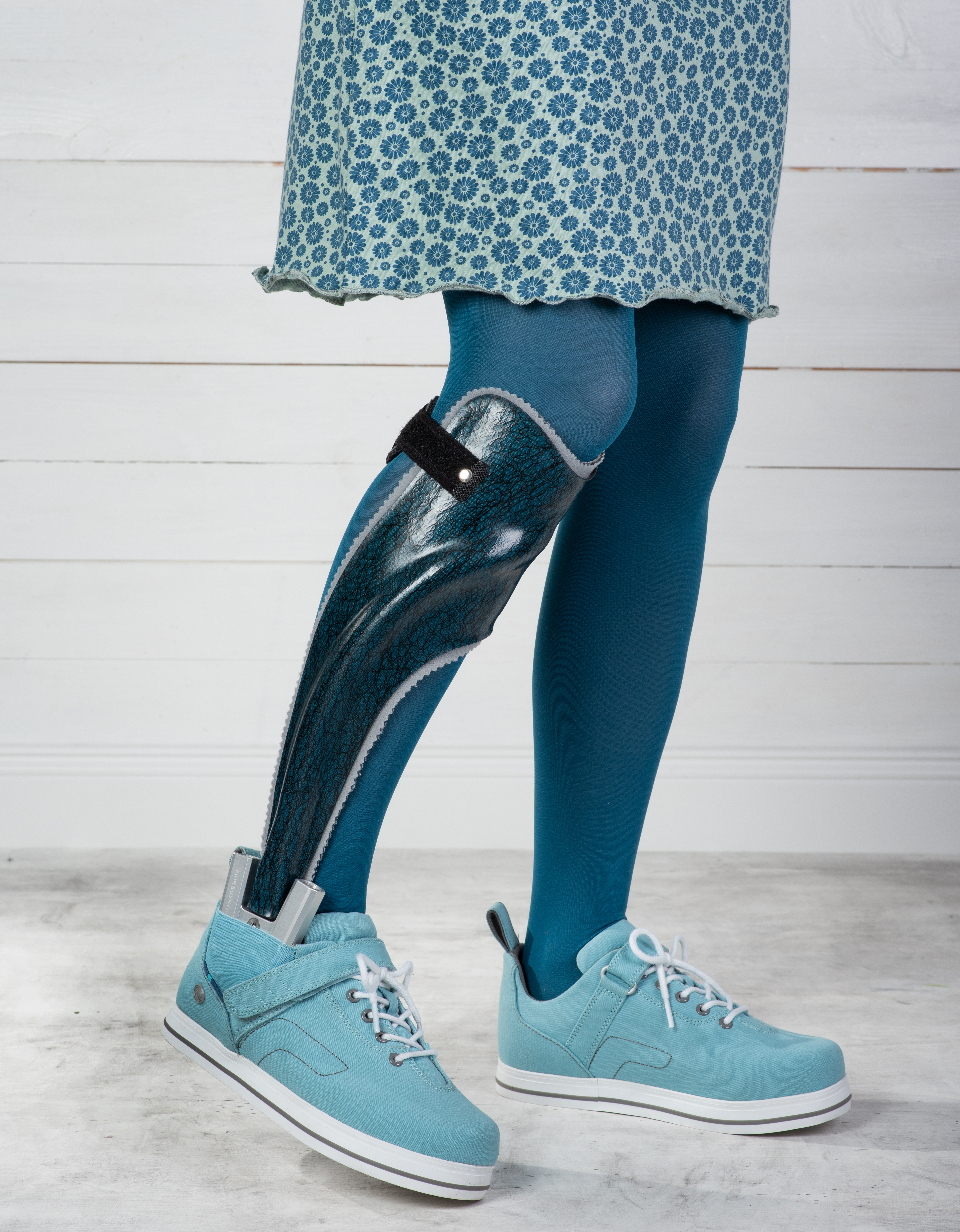
Orthèse pied et cheville pour compenser un déficit neuromusculaire du pied.

Le traitement nécessite une prise en charge spécialisée par une équipe multidisciplinaire, médicale et paramédicale, dans un hôpital (centre de référence ou de compétence). En France, les PSF entrent dans le cadre du plan national Maladie Rare (PNMR), où la prise en charge du patient s'effectue par collaboration entre une équipe hospitalière et des professionnels libéraux de proximité.
Comme il n'existe pas encore de traitement agissant sur la cause (au niveau des structures nerveuses), les traitements sont symptomatiques, agissant sur les conséquences musculaires de la maladie (prévenir les rétractions, réduire la spasticité), :
- physiothérapie : kinésithérapie, massages, hydrothérapie, balnéothérapie…
- médicaments : antalgiques, myorelaxants, antispastiques comme le baclofène, injections de toxine botulique A dans le muscle spastique.
- chirurgie : intervention sur un tendon d'Achille rétracté, arthrodèse de cheville, neurolyse, rhizotomie (en) selon des cas particuliers.

En France, le patient est accompagné dans tous les aspects de sa vie quotidienne par des professionnels paramédicaux et sociaux : ergothérapeute, psychologue, psychomotricien, podo-orthésiste, diététicien… avec divers accompagnements (éducation thérapeutique du patient, associations de malades…) et des aides pour la vie familiale, scolaire, sociale et professionnelle.

## Conseil génétique
Après un bilan neurologique, si le diagnostic est suspecté par un neurologue spécialiste, celui-ci propose une orientation vers un centre de consultation génétique.

### Diagnostic génétique
Si la famille l'accepte, le généticien consultant établit un arbre généalogique sur trois générations des personnes atteintes et indemnes de la famille. Il estime un risque de transmission et propose un test génétique à la personne atteinte dite « cas index » de la famille, destiné à identifier le gène en cause. L'examen se fait par prélèvement sanguin après consentement éclairé signé.
Si un gène muté a été identifié, il est proposé aux autres personnes de la famille, si elles le souhaitent, un diagnostic présymptomatique (évaluation de leur risque à développer la maladie).
Si aucun gène fréquent n'est retrouvé, aucun résultat n'est donné, mais les examens se poursuivent en laboratoire dans un but de recherches (mieux connaitre la maladie par identification de nouveaux gènes mutés), toujours après consentement écrit.

### Diagnostics prénatal et préimplantatoire
En France, pour les couples en désir d'enfant, ces examens ne sont proposés que pour les formes compliquées de PSF (avec atteintes cérébrales et cognitives). Le dossier médical des parents doit être accepté par un centre pluridisciplinaire de diagnostic prénatal. En cas d'accord, le généticien référent informe les parents des conséquences de ces tests, réalisés après consentement écrit.
Le diagnostic prénatal s'effectue sur le fœtus in utero, les parents décidant selon le résultat de poursuivre ou non la grossesse.
Le diagnostic préimplantatoire concerne les couples à haut risque de maladie grave et incurable qui ont recours à la procréation médicale assistée. Le principe est d'identifier les embryons sains après fécondation in vitro.